# Goombay Dance Band

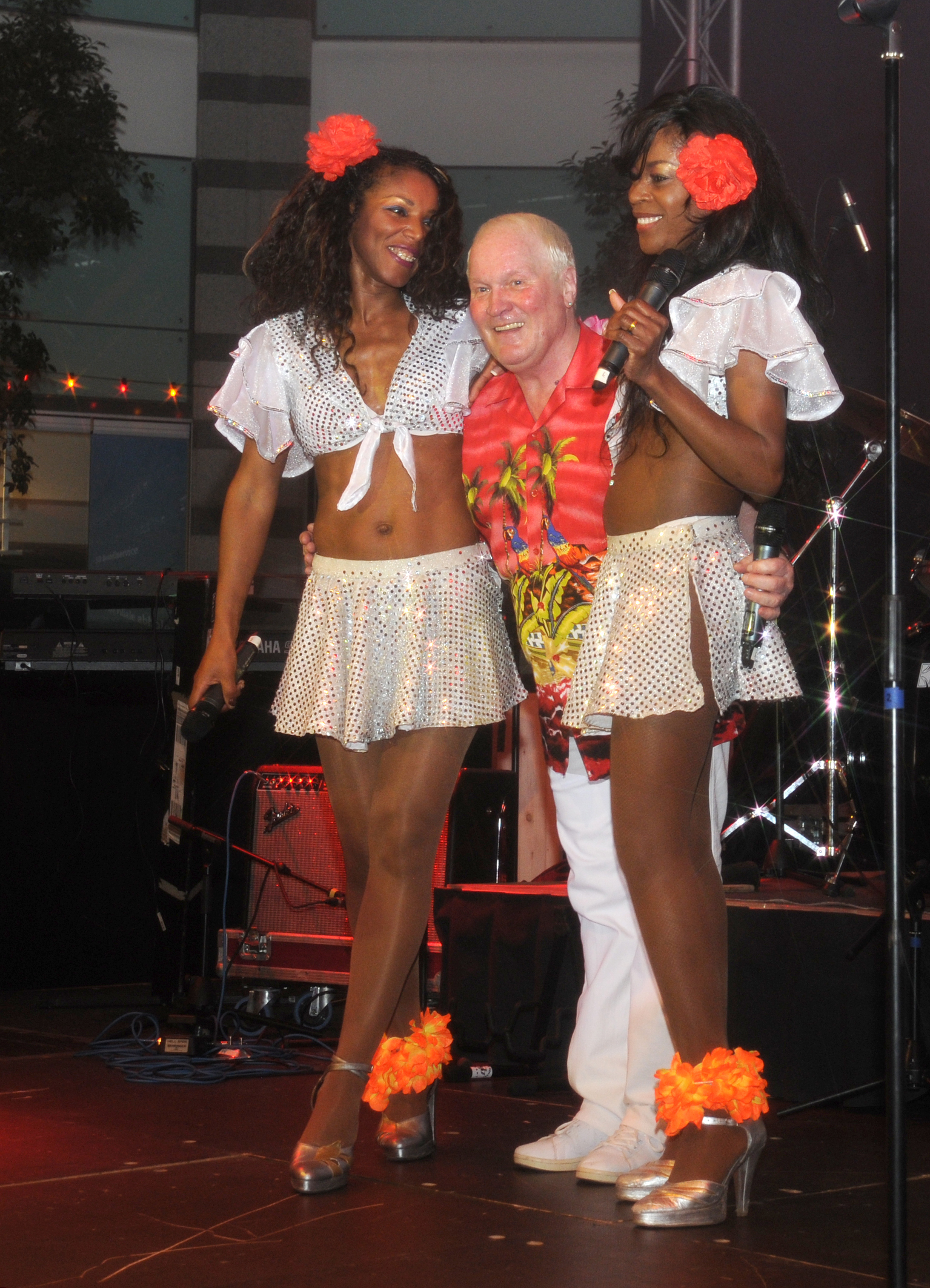
Goombay Dance Band, 2010. I mitten Oliver Bendt.

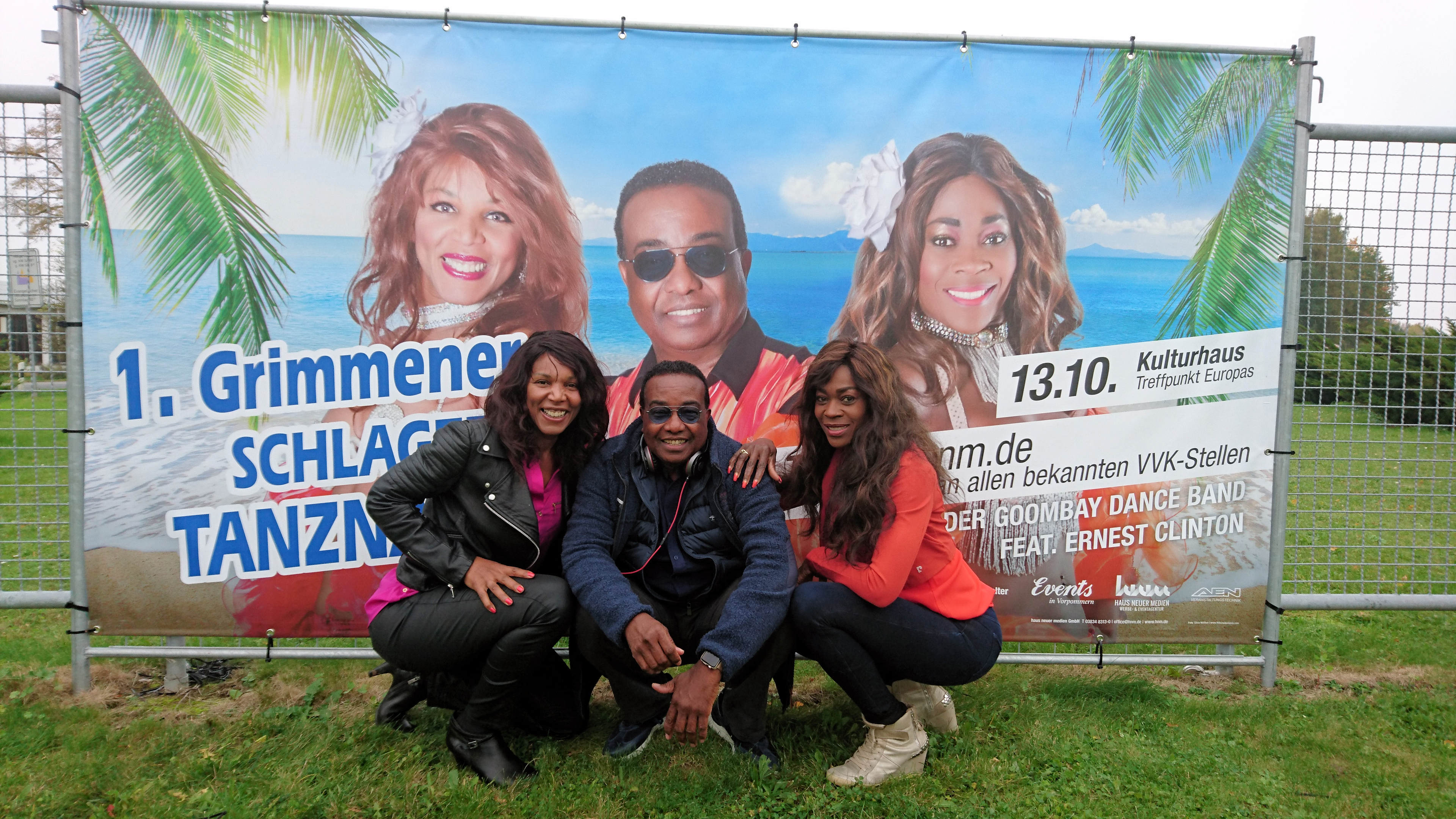
Goombay Dance Band, 2017.

Goombay Dance Band är en tysk musikgrupp bildad 1979. Gruppen är bildad av Oliver Bendt som också är sångare i gruppen. En del av deras musik påminner om Boney M:s musik. De slog igenom 1979 med låten Sun of Jamaica. Bland deras övriga låtar märks Seven Tears, Aloha-Oe, Until We Meet Again, Marrakesh och Eldorado.

## Medlemmar
- Oliver Bendt
- Alicia Bendt
- Dorothy Hellings
- Wendy Doorsen
- Mario Slijngaard